# Service d'études communes de La Poste et de France Télécom
 (août 2013).
Le Service d’études communes de La Poste et de France Télécom (SEPT) est un Groupement d'intérêt économique créé en septembre 1983 à Caen entre La Poste et France Télécom. Il a été dissous en 1996, et les activités ont été reprises par le Centre national d'études des télécommunications (CNET) de France Télécom devenu Orange Labs.
Les études menées au SEPT portaient sur les cartes à mémoire, la sécurité, le courrier électronique (eMail, télécopie, formats de documents, échanges électroniques de documents, annuaires électroniques)